# Jalovik
Jalovik (cyr. Јаловик) – wieś w Serbii, w okręgu maczwańskim, w gminie Vladimirci. W 2011 roku liczyła 1600 mieszkańców.